# Brett Young
Brett Charles Young, född 23 mars 1981 i Anaheim, Kalifornien, är en amerikansk singer-songwriter inom genren countrypop. Han har tidigare även spelat baseboll på college där han var pitcher men började senare efter en armbågsskada med sitt låtskriveri. Hans debut-EP som är producerad av Dann Huff släpptes av Republic Nashville den 12 februari 2016. Huvudsingeln på denna EP, "Sleep Without You", släpptes den 11 april och senare fick han även en väldigt stor succé med sin andra singel "In Case You Didn't Know". 2018 släppte han sitt andra album Ticket to L.A..